# Micah Downs
Micah Philip Downs (nascut el 8 de setembre de 1986 a Kirkland, Washington, EUA) és un jugador de bàsquet professional estatunidenc que juga en la posició d'aler.

## Trajectòria esportiva
L'aler nord-americà de 2.03 metres d'alçada es va formar a la Universitat de Kansas i més tard va marxar a l'equip de la Universitat de Gonzaga, passant dos anys en cada equip.
El 2009 amb el KK Zadar va jugar 5 partits a l'Eurocup, amb 11 punts i 3,6 rebots de mitjana per partit en 21 minuts. A la Lliga Adriàtica els seus números han estat inferiors en els 19 partits que va disputar. Va aconseguir 7,6 punts de mitjana amb 3,3 rebots en 18 minuts. Per la seva banda a Bèlgica anotava de mitjana més de 12 punts per partit.
La temporada 2009-2010 va jugar al Passe-Partout Leuven Bears de la Belgian Ethias League i al KK Zadar de lliga Adriàtica de bàsquet. Amb l'equip belga va fer 12.4 punts per partit i 3.6 rebots. Per la seva banda amb l'equip croat va poder disputar diversos partits de l'Eurolliga de bàsquet on feu 11 punts per partit, mentre en el campionat croat feia 7.6 punts per partit.
L'estiu de 2010 signà pel Club Baloncesto Atapuerca de la LEB.
L'estiu de 2011 va signar pel Bàsquet Manresa, en la temporada anterior va destacar en gran manera en les files del Club Baloncesto Atapuerca amb el qual va arribar fins a la final per l'ascens a l'ACB. L'aler nord-americà va arribar a l'Adecco Or com a substitut de Spencer Gloger i va acabar sent un dels "tres" més determinants de la competició.

## Característiques
Jugador important en el joc col·lectiu, molt treballador en ambdós costats de la pista i que posseeix, tot i la posició en què juga, un bon tir exterior. Està dotat d'un portentós salt, i és un jugador molt espectacular que realitza mats de gran plasticitat i explosivitat.